# Kondominium Anglo-egyptský Súdán
Kondominium Anglo-egyptský Súdán (arabsky السودان اﻹنجليزي المصري, anglicky Condominium of Anglo-Egyptian Sudan) bylo označení dnešního Súdánu v letech 1899–1956, kdy toto území spravovaly dva státy: Egyptské království a Spojené království. Kondominium sice znamená společnou správu, ale protože i samotný Egypt byl závislý na Británii, lze Anglo-egyptský Súdán započítávat do Britského impéria.

## Vlajka

vlajka Spojeného království
vlajka Egypta (od 1922)
vlajka Egypta (do 1922)
vlajka guvernéra Anglo-egyptského Súdánu (1899–1956)